# Midori (ウェブブラウザ)
Midori（ミドリ）とは、軽量および高速な動作を目的としたクロスプラットフォームおよびオープンソースのウェブブラウザ。Mozilla Firefox派生ブラウザのFloorpをベースに開発されており、レンダリングエンジンにGeckoを使用している。「Midori」（みどり）という名称は日本語の緑色にちなんで名づけられた。

## 特徴
2018年以前のMidoriはXfce Goodiesコンポーネントの一つであり、レンダリングエンジンにWebKitを、ツールキットにGTK2を使用していた。
- WebKitによる高速なレンダリング
- タブ、ウィンドウ、およびセッション管理

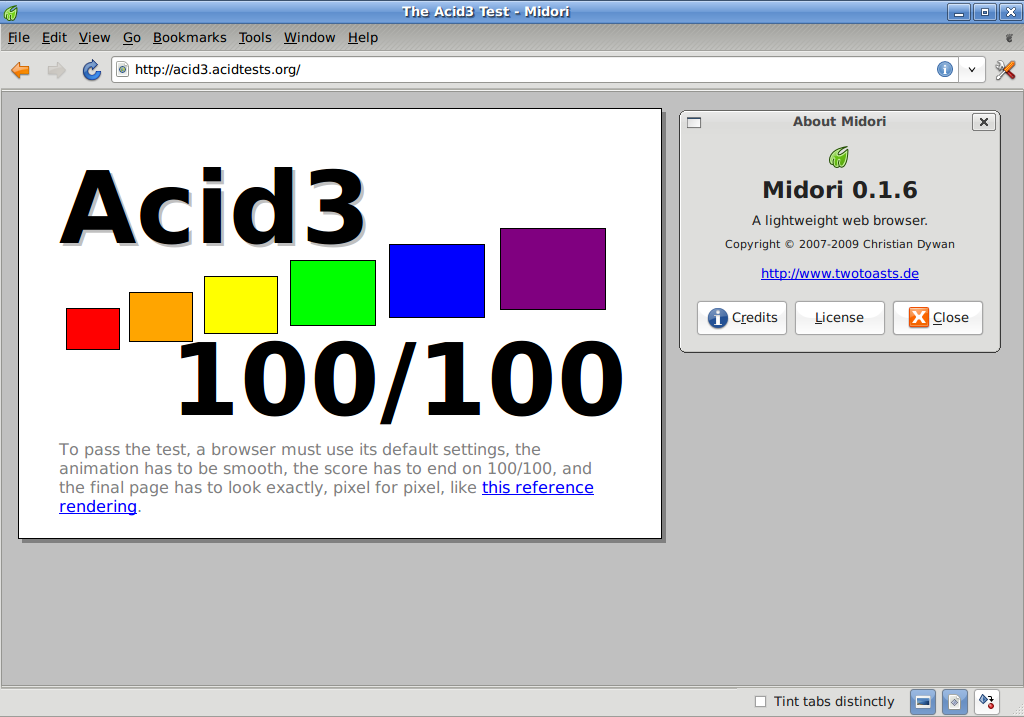
Midori 0.1.6はAcid3テストをパスした

- Netscape エクステンションのサポート
- 柔軟なウェブ検索設定
- ユーザスクリプトおよびユーザスタイルシート
- 直接的なブックマーク管理
- カスタマイズおよび拡張可能なインタフェース
- C言語による拡張モジュールの作成が可能（LuaおよびPythonもサポート予定[5]）
- 国際化ドメイン名サポート
- マウスジェスチャーエクステンション
- Maemoサポート
- スピードダイアル
- フィードリーダ
- 広告ブロッカ
- 慣性スクロール

## Midori Browser 10
Astian, Inc は Midori を 2019 年に統合し、Midori を Electron を用いて再構築した。これにより、エンジンは Blink となり WebKit を採用した Midori は公式サイトからダウンロード不可となった。

## Midori Browser 11
Astianは2023年8月1日、MidoriにGeckoを採用すると発表、翌月13日には新機能が発表された。
Floorpをベースに開発されており、9月19日にLinux向けの評価版が発表・公開され、10月28日に正式に11.0がリリースされた。
なお、公式サイトにFloorpがベースであることを記載したことは一度もない。